# Притча о злых виноградарях
При́тча о злых виногра́дарях — одна из притч Иисуса Христа, содержащаяся в текстах троих евангелистов. В ней повествуется о неком хозяине виноградника, который отдал его в управление людям, а затем, когда пришло время плодов, поочерёдно направлял к виноградарям слуг, после чего — сына, но все посланные были виноградарями побиты или убиты:
| Евангелие                | Притча |
| ------------------------ | --- |
| От Матфея (Мф. 21:33-41) | Выслушайте другую притчу: был некоторый хозяин дома, который насадил виноградник, обнес его оградою, выкопал в нём точило, построил башню и, отдав его виноградарям, отлучился. Когда же приблизилось время плодов, он послал своих слуг к виноградарям взять свои плоды; виноградари, схватив слуг его, иного прибили, иного убили, а иного побили камнями. Опять послал он других слуг, больше прежнего; и с ними поступили так же. Наконец, послал он к ним своего сына, говоря: постыдятся сына моего. Но виноградари, увидев сына, сказали друг другу: это наследник; пойдем, убьем его и завладеем наследством его. И, схватив его, вывели вон из виноградника и убили. Итак, когда придет хозяин виноградника, что сделает он с этими виноградарями? Говорят Ему: злодеев сих предаст злой смерти, а виноградник отдаст другим виноградарям, которые будут отдавать ему плоды во времена свои. |
| От Марка (Мк. 12:1-9)    | И начал говорить им притчами: некоторый человек насадил виноградник и обнес оградою, и выкопал точило, и построил башню, и, отдав его виноградарям, отлучился. И послал в своё время к виноградарям слугу — принять от виноградарей плодов из виноградника. Они же, схватив его, били, и отослали ни с чем. Опять послал к ним другого слугу; и тому камнями разбили голову и отпустили его с бесчестьем. И опять иного послал: и того убили; и многих других то били, то убивали. Имея же ещё одного сына, любезного ему, напоследок послал и его к ним, говоря: постыдятся сына моего. Но виноградари сказали друг другу: это наследник; пойдем, убьем его, и наследство будет наше. И, схватив его, убили и выбросили вон из виноградника. Что же сделает хозяин виноградника? — Придет и предаст смерти виноградарей, и отдаст виноградник другим.                                                |
| От Луки (Лк. 20:9-16)    | И начал Он говорить к народу притчу сию: один человек насадил виноградник и отдал его виноградарям, и отлучился на долгое время; и в своё время послал к виноградарям раба, чтобы они дали ему плодов из виноградника; но виноградари, прибив его, отослали ни с чем. Ещё послал другого раба; но они и этого, прибив и обругав, отослали ни с чем. И ещё послал третьего; но они и того, изранив, выгнали. Тогда сказал господин виноградника: что мне делать? Пошлю сына моего возлюбленного; может быть, увидев его, постыдятся. Но виноградари, увидев его, рассуждали между собою, говоря: это наследник; пойдем, убьем его, и наследство его будет наше. И, выведя его вон из виноградника, убили. Что же сделает с ними господин виноградника? Придет и погубит виноградарей тех, и отдаст виноградник другим. Слышавшие же это сказали: да не будет!                                          |

## Богословское толкование
Большинство толкователей придают следующие значения использованным в притче образам:
- хозяин дома — Бог Притча о злых виноградарях. Картина XXI века

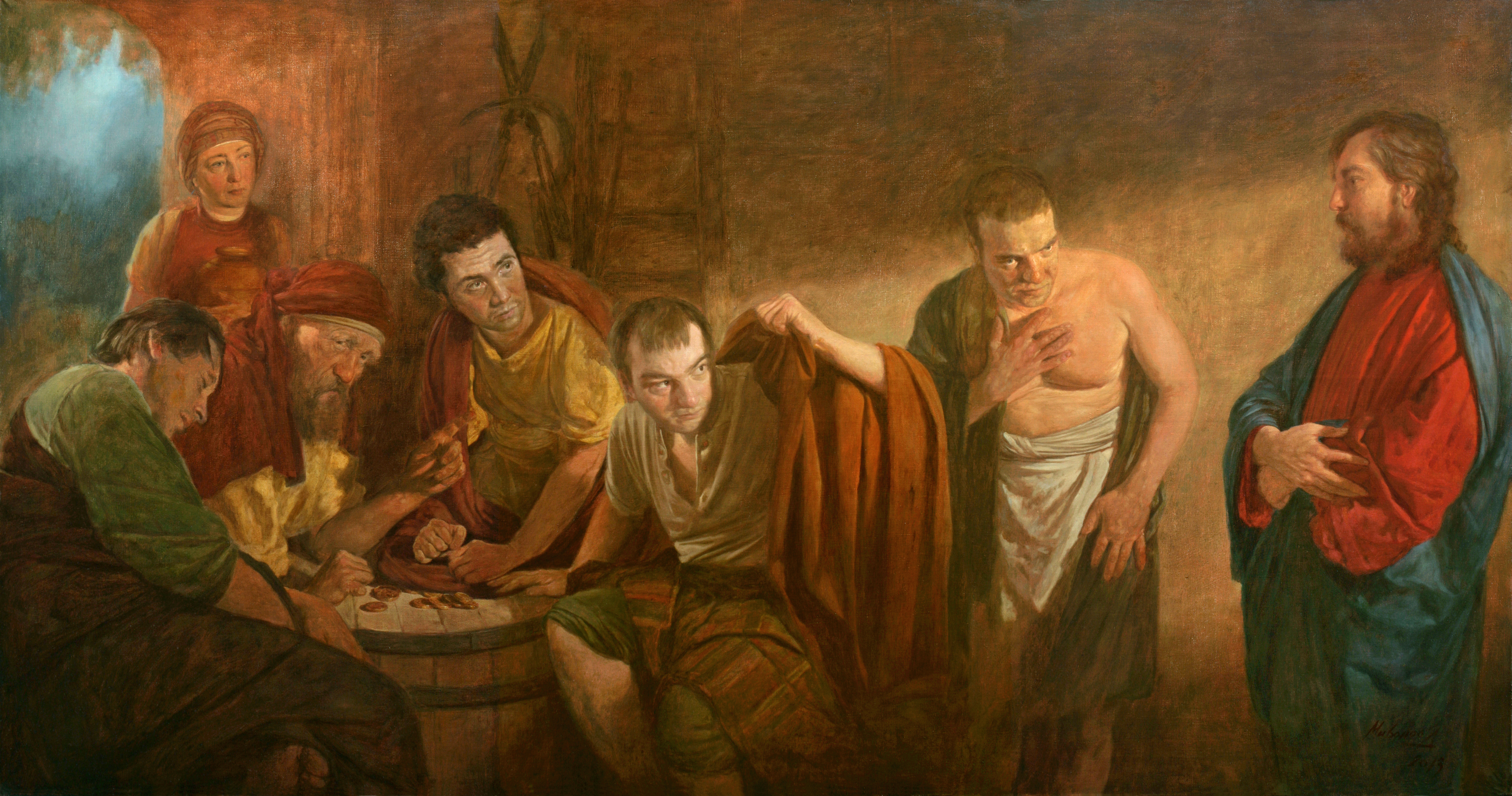
Притча о злых виноградарях. Картина XXI века

- виноградник — еврейский народ, избранный Богом для сохранения веры; иудейская церковь, Иерусалим
- ограда — Закон Божий, данный через Моисея, ангелы
- точило (резервуары для получения сока винограда) — жертвенник, на котором проливалась кровь
- башня — Храм
- виноградари — начальники и учители еврейского народа (первосвященники, книжники, фарисеи), те, к кому была адресована обличительная проповедь Христа
- отлучение хозяина — долготерпение Божие, время с тех пор, как Господь вывел евреев из Египта в Землю Обетованную, жизнь иудеев по собственному произволу
- время плодов — наступило во времена пророков
- слуги и рабы — пророки, обличавшие нечестие иудеев, претерпевшие гонения и смерть от них
- свои плоды — богопознание, духовный прибыток
- сын, наследник — Христос
- вывели вон из виноградника и убили — пророчество Христа о том, что Его казнят за пределами Иерусалима, а также помимо желания бесхитростного народа
- пришествие хозяина — когда Бог воззрит на беззаконие, совершённое начальниками; в узком смысле: Второе пришествие Иисуса Христа

Таким образом, в притче о злых виноградарях Иисус Христос обличает начальников и учителей еврейского народа за то, что они развратились и не ревнуют об исполнении воли Бога, присвоили Божье себе, избивали пророков, посланных им для вразумления, а теперь замыслили учинить расправу и над Сыном Бога.
В ответ на притчу Христа, уразумев, кто понимается под виноградарями, первосвященники и старейшины сами себя обличили, назвав виноградарей злодеями, и как бы удостоверили сознательное отвержение очевидной для них истины. В приведённых отрывках Евангелий содержатся также указания на грядущую расправу римлян над иудеями, разрушение Иерусалима, а также то, что честь нести слово Божие будет передано апостолам.
Из толкования Б. И. Гладкова:

Притча эта произвела сильное впечатление на народ; когда же Иисус сказал, что виноградари убили сына и выбросили из виноградника, то народ, в негодовании на злых виноградарей, в один голос закричал: «да не будет этого!» (Лк. 20, 16).
Первосвященники же, книжники, фарисеи и старейшины народные злобно смотрели на всех, как уличённые преступники. Заключительные слова Иисуса по поводу первой притчи не оставляли в них никакого сомнения в том, что и вторая будет обличать их беззакония; содержание же этой второй притчи было настолько прозрачно, что руководители и развратители еврейского народа должны были в злых виноградарях узнать себя; они должны были догадаться, что Иисусу известно и их решение убить Его. Да, они несомненно поняли, что под виноградником притчи разумеется избранный Богом еврейский народ, попечение о котором вверено Хозяином виноградника, Богом, первосвященникам и начальникам народным (виноградарям); они поняли, что Бог посылал к ним Своих слуг, пророков, требовать плодов их управления народом, вразумлять их, что управление это вверено им не для их личной выгоды, а для того, чтобы они заботились о плодоношении виноградника и отдавали плоды его Хозяину, то есть чтобы воспитывали народ в духе точного исполнения воли Божией; они должны были при этом вспомнить, что пророки эти были гонимы и даже убиваемы, что последний Пророк и Креститель Иоанн был ими отвергнут и что именующего Себя Сыном Божиим, Иисуса, они уже порешили убить, но ещё не успели. Словом, смысл притчи был для них ясен, как теперь для нас; но если бы они хоть малейшим намёком дали народу возможность понять, что узнают себя в лице злых виноградарей, то народ этот, пожалуй, схватил бы камни и избил бы их всех. Вот этот-то страх перед народом удвоил их бесстыдство и наглость, и они, чтобы показать всем, что притча не имеет к ним никакого отношения, на вопрос Иисуса — итак, когда придёт хозяин виноградника, что сделает он с этими виноградарями? — отвечали: «Несомненно, что злодеев сих предаст лютой казни, а виноградник отдаст другим виноградарям, которые своевременно будут отдавать ему плоды».
Злодеи эти сами произнесли над собой приговор, который вскоре исполнился: от них отнято управление еврейским народом; отнято и право быть проводниками воли Божией среди евреев и приходивших в Иерусалимский храм язычников, так как храм разрушен, а народ, рассеянный по всей земле, перестал существовать как народ.